# Liste de femmes architectes
Voici une liste de femmes architectes ayant contribué et contribuant de manière significative au développement de la pratique. Elles sont classées par ordre alphabétique.
- Pour une histoire des femmes en architecture voir Femmes architectes.

## A
- Aino Aalto (1894–1949)
- Diana Agrest
- Suad Amiry (1951)
- Souzána Antonakáki (1935–2020)
- Maria Auböck-1951
- Gae Aulenti (1927–2012)
- Alice Constance Austin (1862–1955)

## B
- Lina Bo Bardi
- Françoise Blomme
- Arlette Baumans
- Diana Balmori
- Fatoumata Barry
- Elspeth Beard
- Sophia Hayden Bennett
- Eleonora Bergman
- Louise Blanchard Bethune
- Rebecca Binder
- Alexandra Biriukova
- Karola Bloch
- Shirley Blumberg
- Cini Boeri
- Caroline Bos (UNStudio)
- Florence Bougnoux (SEURA)
- Katherine Briçonnet
- Cornelia Brierly

## C
- Karine Chartier
- Wendy Cheesman
- Eulie Chowdhury
- Mary Colter
- Christine Conix
- Claude Costy
- Flora Crawford

## D
- Elizabeth Diller (Diller Scofidio + Renfro)
- Odile Decq-1955
- Jane Drew

## E
- Ray Eames (Charles & Ray Eames)
- Luce Eekman
- Merrill Elam

## F
- Beatrix Farrand
- Cécile Feron
- Jean B. Fletcher
- Françoise Fromonot
- Catherine Furet
- Yvonne Farrell

## G
- Renée Gailhoustet
- Beth Galí
- Ángela García de Paredes
- Manuelle Gautrand
- Édith Girard
- Annette Gigon (Gigon Guyer)
- Suzanne Goes
- Lina Ghotmeh
- Joan E. Goody
- Silvia Gmür
- Eileen Gray
- Marion Mahony Griffin
- Natalie Griffin de Blois
- Simone Guillissen-Hoa
- Jeanne Gang

## H
- Zaha Hadid
- Frances Halsband
- Lilla Hansen
- Itsuko Hasegawa
- Masako Hayashi
- Sophia Hayden Bennett
- Claire Henrotin
- Róisín Heneghan
- Elizabeth Hirsh Fleisher
- Hilda Hongell
- Signe Hornborg

## J
- Gertrude Jekyll
- Eva Jiřičná
- Françoise-Hélène Jourda

## K
- Wen-Li Kao
- Ada Karmi-Melamede
- Anna Keichline

## L
- Phyllis Lambert
- Yasmeen Lari
- Lin Huiyin
- Anne Lacaton (Lacaton & Vassal)
- Eneida de León
- Maya Lin
- Florence Lipsky (Lipsky+Rollet architectes)
- Wivi Lönn

## M
- Elissa Mäkiniemi
- Elena Manferdini (en)
- Aino Marsio
- Mary Medd
- Brigitte Métra
- Jacquette de Montbron
- Julia Morgan
- Farshid Moussavi
- Shelley McNamara

## N
- Jelisaveta Načić
- Salima Naji
- Edith Northman

## O
- Deirdre O'Connor
- María Juana Ontañón

## P
- Charlotte Perriand
- Brigitte Peterhans
- Carme Pinós
- Theodate Pope Riddle
- Elizabeth de Portzamparc
- Sheila Sri Prakash
- Andrée Putman

## R
- Lilly Reich
- Theodate Pope Riddle
- Emily Warren Roebling
- Dita Roque-Gourary
- Marie Russak

## S
- Lilia Skala
- Edith Schreiber-Aujame (1919-1998)
- Margarete Schütte-Lihotzky
- Martha Schwartz
- Marie Schweitzer
- Denise Scott Brown (1931-)
- Elisabeth Scott
- Kazuyo Sejima  (SANAA)
- Annabelle Selldorf (en)
- Nasrine Seraji
- Minnette de Silva
- Kaija Siren
- Norma Merrick Sklarek
- Alison Margaret Smithson
- Sheila Sri Prakash

## T
- Hilda Taba
- Marina Tabassum
- Benedetta Tagliabue
- Florence Mary Taylor
- Elisabeth Tchetchik
- Anna Ter-Avetikian
- Tilla Theus
- Marion Tournon-Branly
- Anne Tyng

## U
- Matilde Ucelay
- Patricia Urquiola

## V
- Elisa Valero
- Corinne Vezzoni
- Nathalie de Vries (MVRDV) (1965-)

## W
- Ingeborg Wærn Bugge
- Sarah Whiting (en)
- Beverly Willis
- Sarah Winchester
- Emilie Winkelmann

## Y
- Hisila Yami
- Florence Yoch

## Z
- Yajin Zhang